# Langjökull

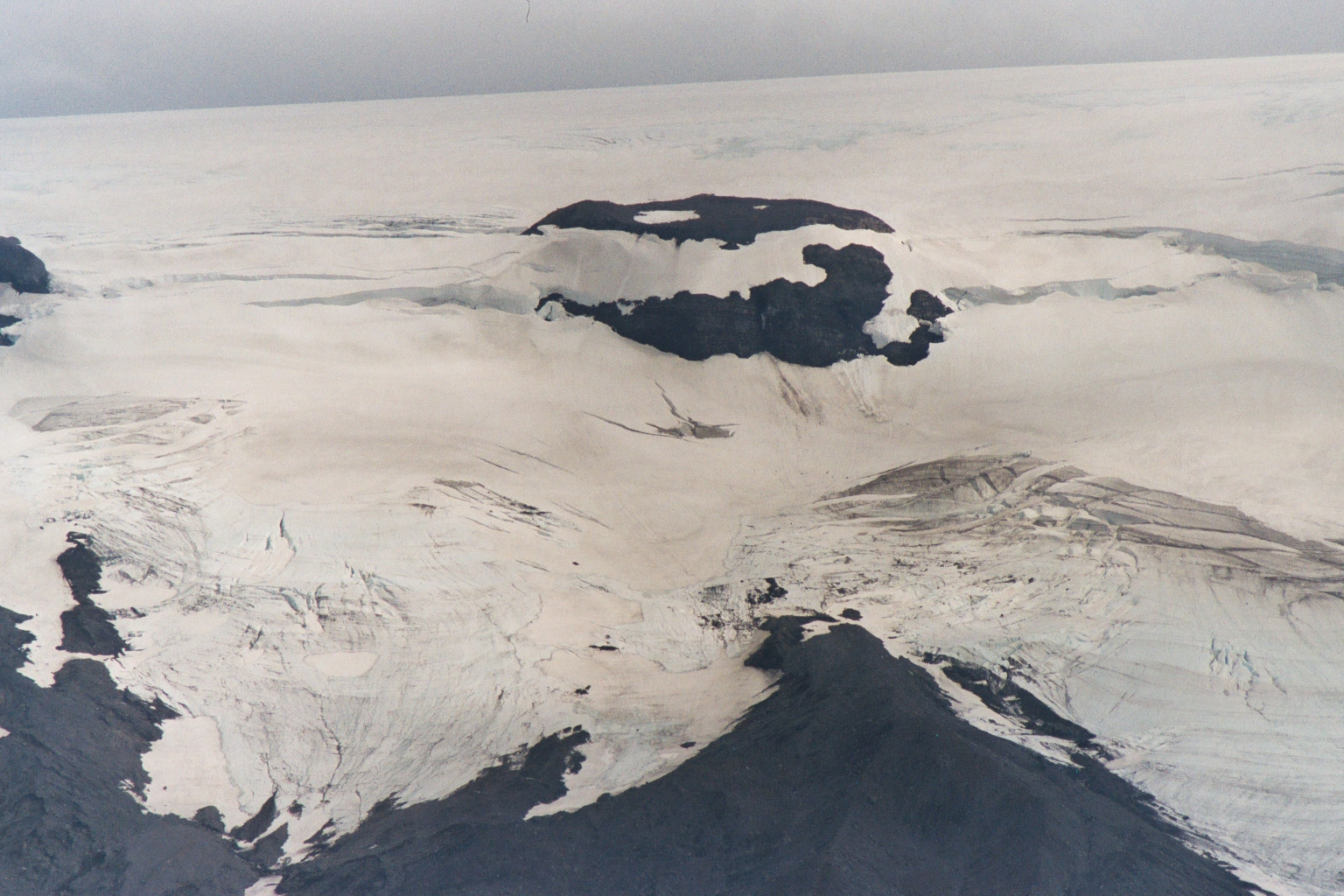
Langjökull

Ledovec Langjökull (česky Dlouhý ledovec) je po ledovci Vatnajökull druhým největším na Islandu. Leží v západní části islandské Vysočiny a je dobře vidět z údolí Haukadalur, v němž se nachází známý Geysir.
Rozloha ledovce je přibližně 950 km² a jeho nejvyšší vrchol dosahuje 1 360 metrů.[zdroj?]
Pod Langjökullem se nachází dvě sopky - Prestahnúkur na jeho západním a Þjófadalur na jeho východním okraji. Pod Þjófadalurem navíc leží geotermální oblast Hveravellir s mnoha horkými prameny. Někdy bývá langjökullská vulkanická oblast spojována s pásem sopek pod ledovcem Hofsjökull v tzv. středoislandský pás.
Kolem ledovce se Vysočinou táhnou dvě turistické stezky. Kaldidalur prochází mezi Langjökullem a sopkou Ok na západě, zatímco delší Kjölur obchází Langjökull z východu a vede mezi ním a Hofsjökullem.